# 八戸東野球場
八戸東野球場（はちのへひがしやきゅうじょう）は八戸市の東運動公園内にある野球場である。主に北東北大学野球や中体連の野球部門の試合に使われる。

## 施設概要
- 両翼：93m 中堅120m
- 内野：クレー舗装 外野：草（芝は敷かれていない）
- 収容人員：9,050人
- 照明：6基
- スコアボード：パネル式 DH制非対応